# Panninger linie

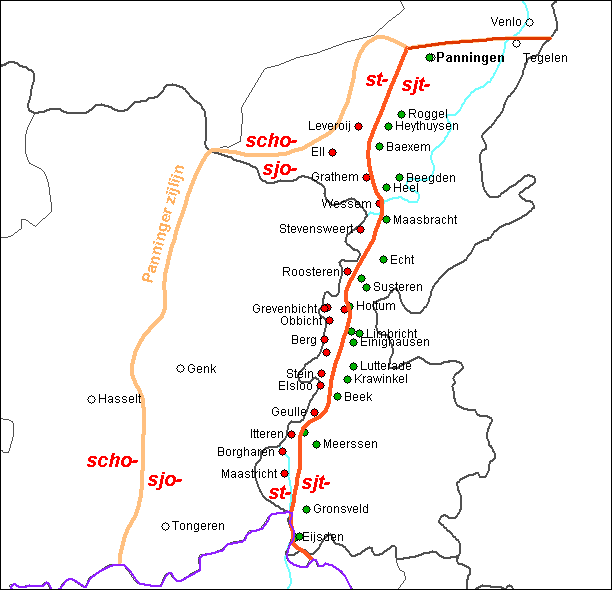
Panninger Linie en -zijlijn. Groen en rood gekleurde plaatsen volgens Jos. Schrijnen, 1902. Latere studies (A. Weijnen) hebben aangetoond dat het gebied veel minder homogeen is (zie artikel).

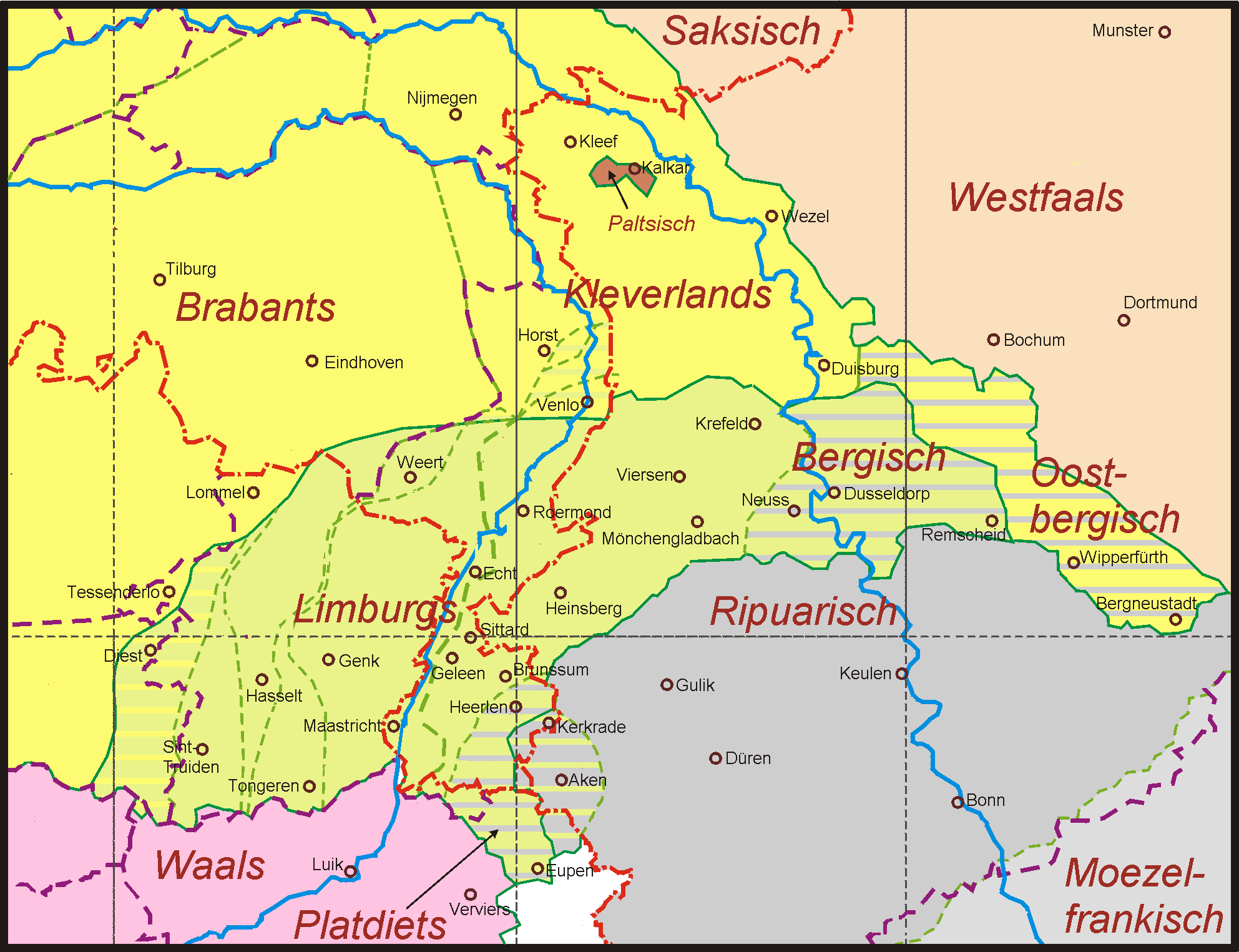
- HET LIMBURGS TAALLANDSCHAP -
Het zuidelijk Maas-Rijnlandse (Limburgs-Nederrijnse) dialectcontinuüm

De Panninger linie (of Panninger lijn) is een isoglosse binnen het Limburgse taalgebied. Het merendeel van de dialecten van Oost-Limburg valt binnen dat grote deelgebied, met uitzondering van de stadsdialecten van Maastricht (het Maastrichts) en Venlo (het Venloos). 

Als we de Maas als scheidslijn nemen, is het Belgisch Limburgs westelijk te noemen, en het Nederlands Limburgs oostelijk. Voor de eenheid en herkenbaarheid van dat oostelijk Limburgs in Nederlands Limburg is de Panninger linie een belangrijk gegeven. Zij vormt aldus een primaire karakteristiek van het Nederlands Limburgs, al hebben Maastricht, Weert en Venlo daar dan geen deel aan.

## Oost-Limburgs
Sinds 1965 wordt voor de dialectgroep ten oosten van de Panninger linie wel de term Oost-Limburgs gebruikt. Daarmee wordt uitgedrukt dat het Nederlands-Limburgs mede beschouwd moet worden in relatie tot het Limburgs dat westelijker, in Belgisch Limburg wordt gesproken.

## Kenmerken
Karakteristiek voor de dialecten ten oosten en zuiden van deze linie is de palato-alveolare articulatie van de medeklinkerclusters sp, st, sl, sm, sn en zw aan het begin van woorden. In alle Limburgse dialecten ten oosten en de talen ten zuidoosten van deze linie verschijnt de s als sj (fonetisch: de stemloze postalveolaire fricatief [ʃ] ). Stein wordt zo Sjtein, en Swalmen Zjwame. Dit verschijnsel - het "zacht" uitspreken langs het palatum (harde verhemelte) - staat algemeen bekend als palatalisatie.

## Verloop
Verreweg het grootste deel van Midden- en Zuid-Limburg, in feite bijna de hele as van de provincie, valt binnen het door die karakteristiek bepaalde gebied. Panningen - waar de isoglosse naar vernoemd is - vormt ongeveer het meest noordwestelijke punt van deze lijn. Dit dorp in de gemeente Peel en Maas ligt centraal tussen de steden Roermond, Weert en Venlo. Panningen vormde volgens een studie van Jos. Schrijnen uit 1902 het meest noordelijke punt van het gebied waar de sj-klank te horen was, maar volgens latere studies zoals die van Jan Notten is de sj-klank nog te horen in het iets noordelijker gelegen dorp Beringe. De stad Venlo ligt zelf net ten noorden van de isoglosse, en het Land van Weert blijft er in zijn geheel buiten.
Voor de afbakening van het zogenoemde Oost-Limburgs aan de noord- en westzijde is de Panninger linie een helder criterium. Aan de zuidkant voldoet het minder. Eerst vinden we daar een zone tussen Maasbracht en Roosteren, beide aan de Maas, met oostelijk daarvan plaatsen als Echt, Montfort en Posterholt, waar het kenmerk niet optreedt. Toch moet dit gebied in geografisch opzicht zonder meer tot Midden-Limburg gerekend worden.
Vanaf Susteren en verder in het zuidelijke deel van de Nederlandse provincie Limburg voldoet bijna het gehele gebied weer aan dit dialectkenmerk. Hier vormt gedeeltelijk de Maas en gedeeltelijk het Julianakanaal de westgrens van de isoglosse. In Nederlands Limburg vallen ten zuiden van Susteren alleen twee smalle westelijke stroken daarbuiten, één in het zuiden met het dialect van Maastricht (inclusief Moelingen, Borgharen en Itteren) en één wat meer noordelijk bij Stein (met Meers). Taalkundig gezien horen deze beide smalle gebiedjes langs de Maas dus meer bij Belgisch-Limburg.

## Voorbeelden

### s-sj
- (Sl) slek en sjlek; slang en sjlang
- (Sm) smaal en sjmaal
- (Sn) snie en sjniè
- (Sp) speul en sjpel
- (St) stief en sjtief; straot en sjtraot.
- (Sch) schoël en sjoël, schöp en sjöp.
- Achteraan een woord komt soms een j, zoals bij klinkers-klinkersj, spraekers-sjpraekersj.

### zw-zj
Bij de zw gaat het evenzo: zwaam-zjwaam; zwumme-zjwumme; zwere-zjwere; zweit-zjweit; zwaegel-zjwaegel en zwaas-zjwaasj.